# Noord (Aruba)
Koordinaten: 12° 35′ 12,8″ N, 70° 1′ 50,3″ W
Noord ist die Bezeichnung für ein Siedlungsgebiet auf der Nordspitze der Insel Aruba.
Zusammen mit dem südlicheren Tanki Leendert bildet Noord eine demografische Einheit. In der Region Noord befinden sich zwei große Hotelanlagen mit dem Golfplatz Tierra del Sol Golf Course und  drei bekannte Badestrände, sowie die Wohnsiedlung Malmok, mit zahlreichen kleinen Häusern und der California-Leuchtturm.

## Demografie
Für Zwecke der Volkszählung ist Aruba in 8 Regionen unterteilt, die jedoch keine Verwaltungsfunktionen haben.
| Region               | Fläche (km²) | Einwohner 1991 | Einwohner 2000 | Einwohner 2010 |
| -------------------- | ------------ | -------------- | -------------- | -------------- |
| Noord/Tanki Leendert | 34,62        | 10.056         | 16.944         | 21.495         |

## Sehenswertes
- Alto Vista Kapel, ein Wallfahrtsort
- Leuchtturm California
- Ruinen der Minen aus der Zeit der Goldgewinnung auf Aruba
- Badestrände Hadicurari Beach, Boca Catalina und Malmok Beach
- Kong Fui Shopping Center, größte Einkaufszentrum auf Aruba

## Söhne und Töchter von Noord
- Olga Orman (1943–2021), arubisch-niederländische Autorin
- Sidney Ponson (* 1976 in Noord), Baseballspieler der Major League Baseball